# 2-Methylbenzylchlorid
2-Methylbenzylchlorid ist eine chemische Verbindung und ein Synthesegrundstoff. 2-Methylbenzylchlorid ist eine feuchtigkeitsempfindliche und wenig flüchtige Flüssigkeit.

## Gewinnung und Darstellung
2-Methylbenzylchlorid kann aus Sulfurylchlorid und o-Xylol dargestellt werden.